# José Fernández Campos
Richoly, nombre artístico de José Fernández Campos, músico, compositor y guitarrista español, fue uno de los más destacados intérpretes almerienses a la guitarra del siglo XX.

## Biografía
José Fernández Campos, cuyo nombre artístico fue Richoly, nació en Adra, provincia de Almería (España), el 26 de agosto de 1920. Hijo de Salvador Fernández Richoli y de Gádor Campos Padilla, originarios de la vecina localidad alpujarreña de Berja. Su padre, buen guitarrista y mejor intérprete de la bandurria y el laúd, fue su primer maestro. En Adra pasó su infancia, acompañando a su padre (carnicero de profesión) por los cortijos en busca de ganado. Su padre fallecería poco antes del inicio de la Guerra Civil.
Al comenzar la guerra civil española se encuentra en Adra. Es miembro de las Juventudes Socialistas y participa en ella con el Ejército Republicano. Cuando termina la guerra es condenado por rebelión militar, cumpliendo siete años y veinte días de prisión. Permanece más de seis años en la prisión provincial de Valladolid, donde estudia música con Julián Bárcena, párroco de la prisión y organista de la Catedral de Valladolid. Estudiará solfeo, órgano y guitarra. Un funcionario de la prisión, luego su director, Teodardo Gutiérrez Alonso, se encarga también de su educación musical. Dirige la "orquesta y coro" de la prisión y toca el armonio en los oficios religiosos. Asimismo se le autoriza a dar conciertos de guitarra fuera de la misma. Tras una breve estancia en la prisión de Burgos, pasa a la prisión de Santander, donde le conceden la libertad condicional el 19 de julio de 1946.
Su primer recital de guitarra clásica sería en la reconstituida Universidad Internacional Menéndez Pelayo de Santander. Adopta como nombre artístico el de Richoly, el mismo con el que fue conocido su padre, pero cambiando la i latina por una y griega.
De regreso a Adra entabla relación con su párroco, don Manuel Rodríguez, también músico, y puede así tocar el órgano en la iglesia parroquial. Toca también la guitarra en recitales de flamenco. Cuando don Manuel es nombrado canónigo y organista de la Catedral de Almería por el obispo, Alfonso Ródenas García a principios de los años 50, convertirá a Richoly en organista ayudante. Trabaja en "Educación y Descanso" y en la Sección Femenina de Falange, donde colabora en la fundación y puesta en marcha de los grupos de música popular almeriense. Empieza a dar clases y conciertos, actividad que mantendría hasta casi el final de su vida, destacando en la música clásica española, con autores como Isaac Albéniz, Enrique Granados o Manuel de Falla en su repertorio, o Bach entre otros autores. Frecuenta las tertulias de la ciudad donde puede conocer a Manuel del Águila o a Celia Viñas. Pasa después a trabajar como funcionario en el ayuntamiento de Almería hasta su jubilación. Su primer concierto en Almería de guitarra clásica lo realizó en la biblioteca Francisco Villaespesa, entonces en el paseo, siendo presentado en aquella ocasión por Celia Viñas. Actúa en Radio Juventud.
Así mismo, sería representante de Manolo Escobar y de sus hermanos Baldomero y Salvador, buscándoles actuaciones en Almería durante los inviernos.
Casó con Vicenta Clemente y en 1954 nació su único hijo, Salvador.
Desde finales de los años 1950 y durante los primeros años 1960 ofrece conciertos de guitarra en Alemania (Beethoven Hall de Bonn), Bélgica (donde permanece durante varios meses actuando en la radio y televisión y en 1960 participaría en el Festival de Ostende), o con el Grupo Folclórico Virgen del Mar en Italia, Egipto, Colombia, México, Ecuador, Reino Unido, Portugal, Francia, Marruecos o Alemania. En 1962 participa en el Festival Internacional de Mojácar. Crea y dirige además rondallas estudiantiles en la Academia del Teatro Apolo de Almería, en la Obra Cultural de Educación y Descanso o en Colegios de la ciudad. Abre una tienda de música en la calle Hernán Cortés de la capital, donde además imparte clases.
Interpreta varios temas de guitarra flamenca para la banda sonora del documental Tierra de fuego, de 1962, sobre la vida cotidiana en la provincia de Almería
Colabora en la película protagonizada por Manolo Escobar Me has hecho perder el juicio, en 1973.
Sus últimos años, alejado ya de las salas de conciertos, los dedicó a trabajar como compositor. En 1983 fue nombrado Miembro de Honor del Institut Européen de la Guitarre. Fue director musical del disco Música Popular de Almería, producido por la Diputación Provincial en 1989.
Al comenzar los años 1990 empieza a verse afectado por la enfermedad de Alzheimer. Fallece en Almería el 21 de marzo de 1995. 
María del Carmen Rodríguez Sánchez, profesora de clarinete de la banda municipal de Almería, escribió la biografía “José Fernández Campos, Richoly. Un guitarrista clásico-flamenco de proyección internacional”, que fue publicada en 2020 por el Instituto de Estudios Almerienses. El libro, fue coordinado por el musicólogo y guitarrista Norberto Torres Cortés. 

### Reconocimientos
- En 1983 Richoly fue nombrado Miembro de Honor, del "Institut Européen de la Guitarre", organismo con sede en Marsella, Francia.
- En 1985 El Trío Richoly recibió el premio de "Almerienses del año" que les otorgó la Diputación de Almería. Junto a ellos, fueron homenajeados ese año Juan Goytisolo, La Casa de Nazaret, "Cosentino" por el sector del mármol, y Jesús de Perceval a título póstumo.
- Años antes de su fallecimiento en 1995, el pleno municipal de la ciudad de Almería, le concedió el nombre de una calle, en el entorno del Auditoria Maestro Padilla. El Ayuntamiento de Roquetas de Mar hizo otro tanto, y le dedicó una calle travesía de la avenida del Palacio de Congresos de Aguadulce, junto a las calles del Maestro Barco, León y Quiroga, Pablo Casals, y Narciso Yepes.
- La Federación Almeriense de Peñas Flamencas, rindió un emotivo homenaje público al Maestro Richoly en el "III Encuentro de Peñas Flamencas" celebrado en el Palacio de Congresos de Aguadulce", el 7 de marzo de 1998. Fue también homenajeado en el mismo acto, el insigne guitarrero almeriense del siglo XIX D. Antonio de Torres Jurado.

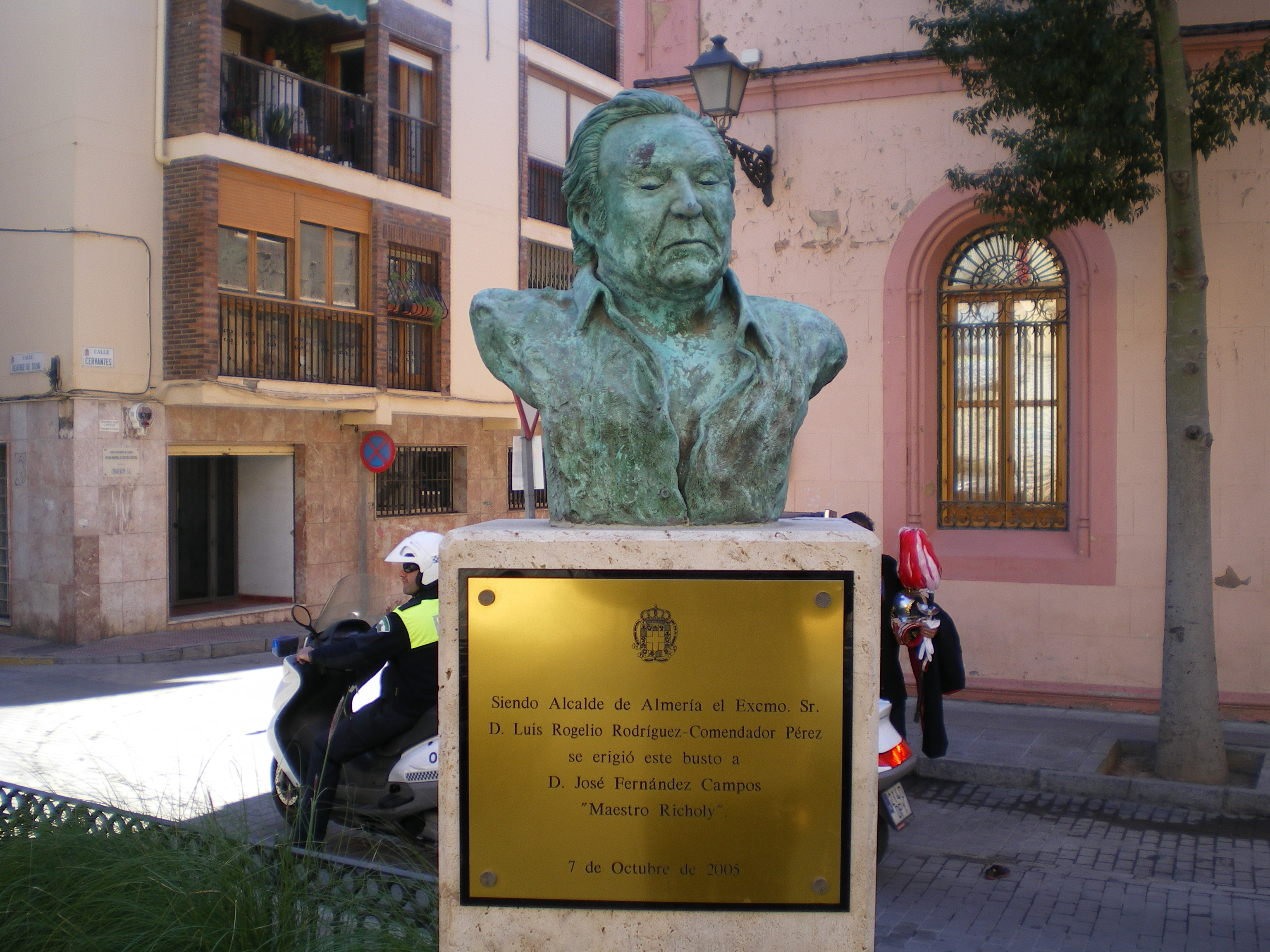
Busto dedicado en la plaza de la Administración Vieja de Almería en 2005.

- El Ayuntamiento y la Asociación de Romeros de la Virgen del Mar rindieron un gran homenaje al Maestro Richoly en el décimo aniversario de su muerte. Los actos se desarrollaron entre los días 5 y 8 de octubre de 2005. Se celebró una mesa redonda en la cueva de los Romeros de la Virgen del Mar con la participación de Manuel del Águila, Norberto Torres, y Francisco Luis Miranda. Igualmente, se desarrolló un gran festival folclórico en el Teatro Apolo con la intervención de artistas almerienses, y entre ellos, el Grupo de Veteranos Virgen del Mar.Busto dedicado en la plaza de la Administración Vieja de Almería en 2005.El alcalde de Almería, Luis Rogelio Rodríguez Comendador inauguró un busto en bronce con la figura del maestro Richoly ubicado en la plaza de la Administración Vieja, el 7 de octubre.
- En el Museo de la Guitarra Antonio de Torres se celebró una exposición sobre el Maestro Richoly en 2015, el XX aniversario de su fallecimiento: La exposición fue inaugurada el 5 de marzo por el alcalde de la ciudad Luis Rogelio Rodríguez Comendador. El Ayuntamiento de Almería y la Sociedad de Amigos del Museo de la Guitarra homenajearon así al Maestro Richoly en el XX aniversario de su fallecimiento. El Comisario de la Exposición fue el lutier Carlos González.  En la exposición, que permaneció durante dos meses en el Museo, se mostraron varios instrumentos del Maestro, discos, partituras, objetos personales, documentos, montajes videográficos, etc.
- En 2020, en el centenario del nacimiento del Maestro Richoly, los medios de comunicación dedicaron numerosos artículos, programas radiofónicos, y reseñas, en homenaje al Maestro Richoly.
- Ya en 2021 se celebró tanto el centenario del nacimiento del Maestro Richoly (Adra, Almería, 26 de agosto de 1920) como el XXV aniversario de su fallecimiento (Almería, 22 de marzo de 1995). El retraso de los actos de homenaje fue debido a las restricciones causadas por la pandemia del COVID-19.  Las actividades fueron programadas por el Ayuntamiento de Almería, la Sociedad Guitarrística de Almería “Antonio de Torres”, y el IES Alborán-Manuel Cáliz, contando con la colaboración del Conservatorio de Almería, Instituto de Estudios Almerienses, Centro del Profesorado de Almería, así como del Conservador del Museo de la Guitarra, Carlos González. Las cuatro jornadas de homenaje -16 al 19 de noviembre- se integran dentro de los actos del Día del Flamenco. La mayor parte de los actos se realizaron en el auditorio del Museo de la Guitarra. La coordinación de las jornadas estuvo a cargo de Norberto Torres.

## El Trío Richoly
Richoly comenzó a ensayar con sus alumnos en 1970. En 1972 crea un grupo de cámara de guitarra clásica con alumnos de la Academia del Teatro Apolo, la Agrupación Musical “Manuel de Falla”, que tras ser quinteto (con Natividad González Rivera y Marie Thérèse Olivier) y luego cuarteto pasaría a ser el llamado Trío Richoly, formado por él mismo y sus discípulos Jesús y Francisco Luis Miranda Hita. En los últimos años colaboraría el guitarrista Norberto Torres. Con ellos continuaría su labor concertista internacional hasta su retirada en 1990. El Trío graba dos discos, "Primero" en 1982 en Alemania, y "Música para tres guitarras" en España en 1986. El grupo realiza giras de conciertos, especialmente en la República Federal Alemana (1980, 1982 y 1985) y en la Unión Soviética (visitando Rusia, Ucrania y Bielorrusia en 1985 y 1988), y diversas ciudades españolas. Durante estos años el Maestro Richoly también impartió clases en diversos centros de educación primaria, en el Poniente Almeriense, entre ellos en el C.P. Francisco Villaespesa de El Parador de las Hortichuelas Roquetas de Mar. Sus discos fueron difundidos en Radio Nacional de España, en el programa “Clásicos populares” que dirige Fernando Argenta, llegando el Trío a actuar en directo en dicho programa. El grupo se especializó en música andaluza y clásica española y sudamericana, con incursiones por el repertorio barroco y renacentista, incluyendo instrumentos como la vihuela o el laúd isabelino. Al existir -en esos años- poca literatura específica para este conjunto instrumental, el Trío realizó sus propios arreglos y transcripciones, de autores como Falla, Albéniz, Granados, Francisco Tárrega, Federico Moreno Torroba, Julián Arcas, Lauro, Cervantes, Rodrigo Riera o Clemente. Estrenaron obras de autores almerienses como Manuel del Águila, Rafael Barco o el Maestro Celdrán, director de la banda municipal de música de Almería. El grupo se consolida en 1976 y trabajaría de forma ininterrumpida hasta 1989. En 1985 reciben el premio “Almerienses del año” concedido por la Diputación Provincial.

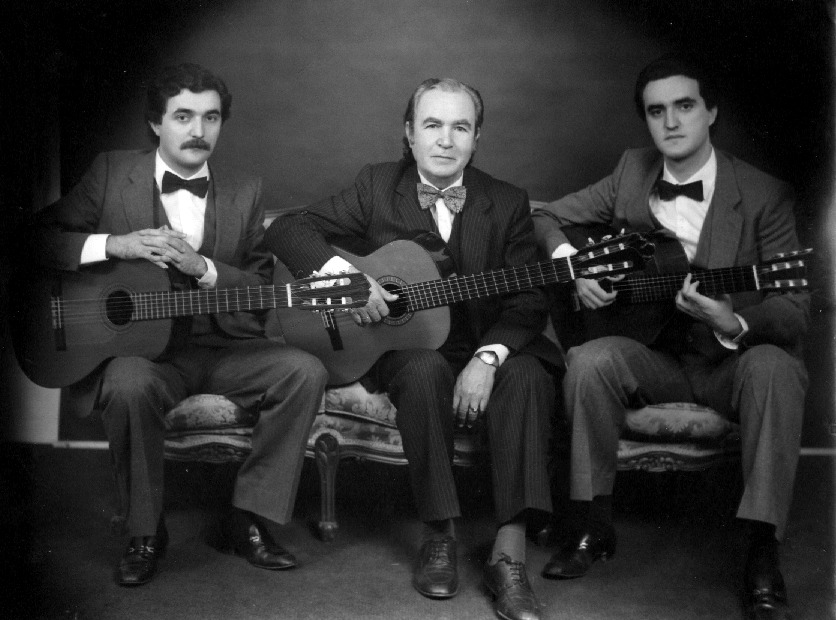
El Trío Richoly en 1982. Foto: Daguerry

## Composiciones
- Definitivo (grabado por Kurt Schneeweis)
- Greensleeves (arreglo para guitarra, grabado por Kurt Schneeweis)
- El Gatito (grabado por Kurt Schneeweis)
- Trémolo en La mayor (grabado por José Carlos Llinares)
- Andante (grabado por José Carlos Llinares)
- Soleares de Richoly (publicadas por el Maestro Monreal)

## Discografía
- The only guitar album you’ll ever need (con obras de Rodrigo, Albéniz, Vivaldi, Villa-Lobos, Granados y Richoly), dos discos
- Anthology of Guitar Music, vol. 1, 2, 3, 5 y 6, guitarrista Kurt Schneeweiss, Arte Nova Classics DDD (en los que se interpretan obras de Richoly)[3]
- Primero, Trío Richoly, Alpen-Drüt, RFA, 1982:

1. Capricho árabe: F. Tárrega
2. Cuarteto op. 15: F. Sor
3. Sevilla: I.Albéniz
4. Gran Jota de concierto: F. Tárrega
5. Danza n.º 5: E. Granados
6. Pepita Greus: P. Choví
7. Soleá "Almería dorada": Trío Richoly
8. Malagueña: E. Lecuona
9. Farruca del molinero: M. de Falla

- Música para tres guitarras, Trío Richoly, Sevilla, 1986:

1. Danza española de "La Vida Breve": M. de Falla
2. Alpujarreña: F. Moreno Torroba
3. Intermedio de "Goyescas": E. Granados
4. El Velorio: I. Cervantes
5. Adagio del "Concierto de Aranjuez": J. Rodrigo
6. El Baile de Luís Alonso: J. Giménez
7. Tango Op. 165, n.º 2: I. Albéniz
8. Preludio Criollo: R. Riera
9. Choro n.º 9: C. A. Díaz
10. Canción del fuego fatuo del "Amor brujo": M. de Falla
11. The fool on the hill: Lennon y McCartney

- Música Popular de Almería, Vol. I, Almería, 1989:

1. Parrandas del Baúl: letra y música popular
2. Fandango de Cuevas: música popular, letra popular y de Alfonso López
3. Petenera de Almería: letra y música popular
4. Cantos de Aguilandos: letra y música popular
5. Campanilleros del Cabo de Gata: letra y música de Manuel del Águila
6. Si vas pa la mar: letra y música de Manuel del Águila
7. Coplas del Rosario de la Aurora: letra y música popular
8. El Parral de Laujar: música popular, letras populares y de Florentino Castañeda
9. Peteneras de la orilla: letra y música de Manuel del Águila
10. Fandanguillo de Almería: música popular; letras de Antonio Zapata y Manuel del Águila